# Solomon Smith
Solomon "Sol" Smith, född 1801, död 1869, var en amerikansk skådespelare och teaterledare. 
Från 1817 och framåt drev han i kompanjonskap med Noah Ludlow ett teatersällskap som regelbundet uppträdde i en cirkel mellan New Orleans, Natchez, St. Louis, Mobile och Huntsville: de introducerade engelskspråkig teater i Louisiana, och teater över huvud taget i Alabama och Mississippi.  Hans främsta konkurrent var James H. Caldwell, som var verksam i samma trakter och som drev St. Charles Theatre i New Orleans.  När St. Charles Theatre brann ned 1842, blev det Ludlow och Smith som återuppförde det andra St. Charles Theatre (1843-1899), och därmed anses de ha övertagit Caldwells ledande ställning i de västra sydstaternas teatervärld. 
Han var gift med sångerskan och skådespelaren Martha Matthews Smith (1802-1835) som också var verksam i hans teatersällskap, och ofta sjöng i mellanakten.